# Ա
Ա, ա (ajb, orm. այբ) – pierwsza litera alfabetu ormiańskiego. Jest wykorzystywana do oddania dźwięku [ɑ], tj. samogłoski otwartej tylnej niezaokrąglonej. Została stworzona, wraz z całym alfabetem ormiańskim, przez Mesropa Masztoca.
Litera Ա jest transkrybowana w języku polskim jako A.
W ormiańskim systemie zapisywania liczb literze Ա jest przypisana cyfra 1.

## Kodowanie
| Znak                   | Ա                           | Ա                           | ա                         | ա                         |
| ---------------------- | --------------------------- | --------------------------- | ------------------------- | ------------------------- |
| Nazwa w Unikodzie      | Armenian Capital Letter Ayb | Armenian Capital Letter Ayb | Armenian Small Letter Ayb | Armenian Small Letter Ayb |
| Kodowanie              | dziesiątkowo                | szesnastkowo                | dziesiątkowo              | szesnastkowo              |
| Unicode                | 1329                        | U+0531                      | 1377                      | U+0561                    |
| UTF-8                  | 212 177                     | d4 b1                       | 213 161                   | d5 a1                     |
| Odwołania znakowe SGML | &#1329;                     | &#x0531;                    | &#1377;                   | &#x0561;                  |